# Не вір с*** з помешкання 23
«Не вір с*** з помéшкання 23» («Не вірте сучці з двадцять третьої», англ. Don't Trust the B---- in Apartment 23) — американський комедійний телесеріал, створений Наначкою Хан і трансльований на телеканалі «Ей-Бі-Сі» з 11 квітня 2012 до 15 січня 2013. Головну роль зіграла Крістен Ріттер.

## Огляд сюжету
Джун Кольберн переїздить з Індіани до міста Нью-Йорк, аби влаштуватися на омріяну роботу. Проте приїхавши, вона розуміє, що їй це не вдасться. Джун винаймає помешкання, де її сусідкою виявляється гультяйська дівчина Хлої.

## Основний акторський склад
- Крістен Ріттер — Хлої, безвідповідальна гультяйка, сусідка Джун Кольберн.
- Дріма Вокер — Джун Кольберн, прибула зі штату Індіана, сусідка Хлої.
- Джеймс Ван Дер Бік — грає вигадану версію себе, близький друг Хлої, який намагається навести лад у своїй погіршуваній акторській кар'єрі.
- Рей Форд — Лютер Вілсон, особистий помічник Джеймса.
- Ерік Андре — Марк Рейнольдз, керівник кавової крамниці, що має лагідну вдачу.
- Майкл Блейкок — Елай Веббер, міський санітарний інспектор, що живе навпроти помешкання Джун і Хлої.
- Ліза Лапрі — Робін, медсестра, колишня сусідка Хлої.